# Liechtenstein himnusza
Liechtenstein himnusza az Oben am jungen Rhein. Keletkezéséről az ország levéltárában nincsenek iratok. A szájhagyomány szerint egy német katolikus pap írta, akit Jakob Jauchnak hívtak. 1852-től 1856-ig Balzersben reggeli misét tartott. A himnusz dallama a brit himnusz, a God save the King dallama (H. Carey).

## Szövege
| Németül | Angol fordítás | Magyar fordítás |
| --- | --- | --- |
| Oben am jungen Rhein Lehnet sich Liechtenstein An Alpenhöh'n. Dies liebe Heimatland, Das teure Vaterland, Hat Gottesweise Hand Für uns erseh'n. Hoch lebe Liechtenstein Blühend am jungen Rhein, Glücklich und treu. Hoch leb' der Fürst vom Land, Hoch unser Vaterland, Durch Bruderliebe-Band Vereint und frei. | High on the young Rhine Lies Liechtenstein, resting On Alpine heights. This beloved homeland The dear fatherland, God's wise hand has Chosen for us. Long live Liechtenstein Blossoming on the young Rhine, Fortunate and faithful. Long live the Prince of the land, Long live our fatherland, Trough bonds of brotherly love United and frei. | Fent, a fiatal Rajnán Ott fekszik Liechtenstein Az alpesi magasságban. Ez a szeretett haza, A drága haza, Mit Isten bölcs keze Választott nekünk. Éljen soká Liechtenstein A virágzó, fiatal Rajnán, Szerencsében és hűségben. Éljen soká a fejedelem, Éljen soká hazánk, A testvéri szeretet kötelékében Egységben és szabadon. |